# 我，要成為雙馬尾
《我，要成為雙馬尾》是水澤夢所著的日本輕小說作品，插圖由春日步繪畫，小學館出版，中文版由尖端出版發行。2014年電視動畫化及漫畫化，漫畫在9月25日開始於《月刊BIG GANGAN》連載，2014年10月9日動畫在TBS等日本電視台播出。

## 概要
2012年3月，本作品獲得了「第6回小學館輕小說大獎」審查員特別獎，同年6月於GAGAGA文庫刊行。授獎時的作品名為《那是，雙馬尾的異世界》（それは、ついんてーるの異世界），刊行時則改成《我，要成為雙馬尾》。此作亦是作者的出道作。該作品於第二回「店員最愛輕小說大賞」獲得第7名。在小說單行本第5卷（2013年12月18日發售）的書帶上，發表了「動畫企劃進行中」的消息。在2013年年底發表動畫化消息後，第6卷（2014年6月18日發表）發表了最新情報，其中包含了動畫版製作小組的名單及漫畫化消息。

## 故事簡介
為了守護地球，我要成為雙馬尾！
鍾愛雙馬尾的普通高中生觀束總二，某日被來自異世界的謎之美少女「朵艾兒」授予變身成幼女形態的雙馬尾英雄·紅馬尾戰士！同時，以人類精神能量「屬性力」為糧食的異世界怪物們也開始出現。作為這些怪物的目標，世上的雙馬尾們正面臨大危機。
身穿從朵艾兒手中得到必須依靠強大雙馬尾屬性來驅動的「空想裝甲」的總二，為了維護地球和雙馬尾的和平，就這樣聯同青梅竹馬津邊愛香所變身的雙馬尾戰士「藍馬尾戰士」和學生會長神堂慧理那所變身的雙馬尾戰士「黃馬尾戰士」，與來自異世界的敵人們展開一場空前絕後的大戰！
世界最強的……雙馬尾，登場！

## 登場角色

### 雙馬尾戰隊
觀束總二／紅馬尾（聲：島崎信長／上坂菫）
本作的男主角。15歲。私立陽月學園高中部一年級生。生日2月2日，身高164厘米（變身前）→129厘米（變身後）。體重52公斤（變身前）→26公斤（變身後）。
非常喜愛雙馬尾的男高中生，持有世界最強的雙馬尾屬性（＝愛情）。
基本上的性格友善，充滿正義感的英雄氣質，對周圍事物到世界轉變表現感性。
對雙馬尾有著接近變態似的狂熱愛好，但亦因為把思春期男性所擁有的情慾都投注在雙馬尾的關係，對愛情的感覺十分淡薄。
但除了雙馬尾以外，對於每天生活暴力不斷的愛香、眾多變態舉動的朵艾兒以及重度中二病的母親未春等雙馬尾關係者都是以常識性思維為主的方式應對。
據母親未春所言，其名字叫作總「二」的原因居然是雙親中二病的共同的回憶。
與愛香為青梅竹馬，與愛香的家人亦有見面過。被愛香的家人認為有著“朋友之間沒有討論猶豫”、“親友”的信任。
受到朵艾兒所託，使用其製作的空想裝甲變身成紅馬尾戰士，並為了保護雙馬尾而投身於與不同的世界的怪人之間的戰鬥。其使用的空想裝甲為朵艾兒用自己全部的雙馬尾屬性（屬性玉）製成，變身成紅馬尾戰士時會完全女性化並成為幼女姿態。這個姿態主因其實是朵艾兒的興趣，不過也有助於誘敵這個理由。自從找到讓自己擁有雙馬尾的方法以後，經常在家裡變身之後玩弄其雙馬尾。而且只是首兩度變身為紅馬尾就獲得了超高的人氣，不但獲神堂家全力支援，以後連其整合網誌、wiki、粉絲網頁和考察網頁也相繼出現。諷刺的是，紅馬尾在報導媒體上的形象都是柔弱無助的。被艾帝美基爾認為是“終極的雙馬尾”，自己也將其稱為“驚人的雙馬尾”。
第4卷中一度陷入無法解除變身的女性化狀態。其後長時間受到朵艾兒雙馬尾屬性庇護的髮夾與總二再度覺醒的雙馬尾屬性產生共鳴反應，之後進化成強裝髮飾，空想裝甲進化成新的強化型態「高雙馬尾強攻型態」和「低雙馬尾超速型態」。
武器：炎之劍爆炎聖劍
必殺技：大帝爆炎斬
索菈·米杜嘉（聲：上坂堇）
身高146厘米，體重45公斤，B83、W54、H78
生日、年齡和總二相同。
第4卷中，為總二無法解除變身時期的女性版化名。比紅馬尾稍高。據朵艾兒所言，為總二紅馬尾幼女形態的成長型。
胸部意外的雄偉（D罩杯），因而成為愛香嫉妒的對象。此外，敏感度極佳。
在這段期間，總二則是以雙馬尾流感的治療為由，需要前往海外。在男女間人氣極高，甚至有著後援會。
雖然仍可變身為紅馬尾，但實力卻比由總二變成紅馬尾弱。
變成女性的原因是被依絲娜吻過以後，自身在意起女性，結果使他对双马尾的爱感到迷茫，误认为自己背叛双马尾，而在内心强烈祈求着与双马尾更加强烈的羁绊以及不会被解开的双马尾，因而产生索菈。因为对双马尾的爱产生迷茫，這使他女性化的同時，實力也逐漸削弱。在自己與雙馬尾產生共鳴反應以後，終於變回男性。
津邊愛香／藍馬尾（聲：相坂優歌）
本作的女主角之一。15歲。私立陽月學園高中部一年級生。生日8月8日，身高157厘米。體重46公斤，B72、W56、H80。
總二的鄰家和青梅竹馬，髮型為左右對稱的及腰雙馬尾，被總二評為「除了貧乳一切完美」。
爺爺為武術家，從小就跟爺爺學習武術，因此累積了三人中最強大的格鬥實力。
性格傲嬌，對總二有好感卻不敢表現出來，似乎為了總二才特地一直梳成雙馬尾並相當保護髮質。
極度貧乳，雖然自己常裝做不介意，但要是被人不斷提起這點便會抓狂，曾被朵艾兒戲稱女裝少年。
雖然比總二稍遜，但根據朵艾兒說法愛香的雙馬尾屬性也非常強大。可是因為兩人個性不合（加上朵艾兒企圖藉用空想裝甲對總二做下流的事）而遲遲不給予空想裝甲，直到在罪惡野狐的戰役中為了營救紅馬尾戰士才從朵艾兒手中奪得變身成藍馬尾的空想裝甲。
使用的空想裝甲為朵艾兒用於艾帝美基爾竊來的技術製成，也是朵艾兒曾為保護自己世界使用過的，變身成藍馬尾戰士時身體變化三人中最少，只有髮色由暗藍色變為亮藍色。
雖然對家人和朋友的態度良好，但對上敵人時會展露出如獠牙般的可怕氣勢，被艾帝美基爾稱為“兩腿步行野獸”或“鬼神”而所畏惧。此外，儘管擁有凌駕於紅馬尾之上的實力，但與人氣超高的紅馬尾相反，在本作中的報導媒體評價較為差劣，亦被坊間一般市民所批評。在眾人眼中被視為紅馬尾的惡質模仿者，而且被視為是比艾帝美基爾更像兇猛野獸的危險存在（但也有可能是因為朵艾兒的人氣操作）。隨著與紅馬尾並肩作戰的次數增多，兩人的人氣差距更是越來越大。甚至被紐約居民評為“雙馬尾惡魔俠”。
曾跪求朵艾兒想使用新製的黃馬尾空想裝甲變成巨乳身材，但沒想到完成後愛香卻因不明原因無法使用（朵艾兒表示可能是愛香貧乳屬性過重無法跟這副裝甲搭上邊，總二則認為是因為愛香已用慣了藍馬尾的裝甲而無法再接受使用別的空想裝甲）。
武器：水之槍蒼波戰戟
必殺技：斷罪蒼波槍
神堂慧理那／黃馬尾（聲：赤崎千夏）
本作的女主角之一。16歲。私立陽月學園高中部二年級生，生日12月21日，身高143厘米，體重40公斤，B69、W53、H72。
陽月學園高中部的學生會長，為幼女體型黃髮雙馬尾學生會長，記得所有學生的名字。其雙馬尾造型相當受總二欣賞並認為是“高貴”而“美麗”。
但事實上，神堂家有著「生涯雙馬尾」的家訓，所以會梳成雙馬尾是母親以家訓為由的要求。家教相當嚴格使她缺乏自由反而將壓力怪罪於雙馬尾上。
相對的非常喜愛特攝片中的英雄，對於曾經救過自己的紅馬尾戰士表示支持。在校園中以學生會長身份對雙馬尾關係者給予支援。亦是陽月學園中最先發現總二是紅馬尾的人（小說版為追踪至巷口時發現，動畫版為從觀察中發現）。
經歷過數次艾帝美基爾襲擊，在罪惡魔蟹的戰役中，總二決定把本來給愛香，但她卻不能使用的黃馬尾空想裝甲給予慧理那，讓她能有保護自己的能力。
使用的空想裝甲為朵艾兒用總二跟愛香在地球打敗的所有艾帝美基爾成員所留下的屬性玉（包括罪惡魔龍的雙馬尾屬性和罪惡野牛的巨乳屬性）製成，力量非常強大，具有大量遠距武器。因為設定就是巨乳的大人身體，變身成黃馬尾戰士時身體會急速成長（大到E罩杯）。但由於將壓力怪罪於雙馬尾，因而令本身沒有強烈的雙馬尾屬性，導致最初變身時完全無法發揮力量，因而陷入持有雙馬尾屬性但戰鬥不行的困境。
經由總二開導與特訓以後，被朵艾兒發現並激發她隱藏的脫衣癖暴露M屬性以後，終於達到了可以證明自己實力的水平。
根據未春的提議，本來的黃馬尾應該是以槍炮系作為主要武器的後方支援型，但由於愛好特攝片中的英雄而總是站在前線突擊。而且在戰鬥中邊脫卸裝甲便能夠激發更大的力量，不過性格也會越來越瘋狂失控，令同伴們大為頭痛。然而，因為有時會發現敵方攻擊的線索，這種愛好亦並非完全沒有用處。
將全身的武器一併射光並脫掉全身武裝以後為完全脫衣型態。射擊時為了抵銷巨大的後座力會把雙馬尾化作釘在地面的支架。亦會把雙馬尾化作彈簧以飛上天空。艾帝美基爾對其脫卸裝甲的行為與玷汙其雙馬尾不見一絲遲疑感到戰栗不已。此外，在本作中的報導媒體及坊間一般市民評價則是由完全傷不了敵人半根寒毛轉變為脫衣變態。
武器：雷之槍電神熱線槍、合體巨大炮，另配有大量的機槍與飛彈輔助
必殺技：電神審判砲
依絲娜／黑馬尾（聲：日笠陽子）
與朵艾兒同樣出身於異世界中同一故鄉的少女，以黑髮和眼鏡為特徵。
年齡與生日不詳。身高150厘米，體重43公斤，三圍：B71、W53、H74。
崇拜著朵艾兒。艾帝美基爾奪走故鄉的屬性力，朵艾兒亦因此戰敗之後，為了用自己的方法守護世界加入了艾帝美基爾。
不過在第六卷中因為追殺背叛者「罪惡火鳳凰」失敗而被首領認定為背叛者，因此遭到罪惡翼龍追殺，最後在眾人的開導下正式加入雙馬尾戰隊，並在朵愛兒的幫助下得到了藉由和巨神·海王星·MKII合體來發動的「無限模式（Infinity Chain）」。
然而，罪惡翼龍雖然是因為首領的命令才追殺依絲娜，但那只是其中一個原因，主要的目的其實是想讓依絲娜脫離艾蒂美基爾，加入雙馬尾戰隊，而依絲娜在了解罪惡翼龍的用意後，把疑似是罪惡火鳳凰找到的、罪惡翼龍藏在自己房間的小黃書拿到罪惡翼龍面前，並表示是自己找到的，藉此表達謝意。
利用神眼鏡能夠看透一切的能力，模仿朵艾兒的空想裝甲製造出頑強裝甲；而依絲娜本身的眼鏡屬性與強力雙馬尾屬性所帶來的相乘效果更是將頑強裝甲打造成一件強悍無比的戰鬥服。
必殺技來自眼鏡的無限渾沌會營造一個空間，令人在屬性力的黑暗深淵裡永遠沉淪。
在地球以「善沙闇子」的名義從事偶像活動，並且宣揚眼鏡屬性。
暗黑支配者
依絲娜靠著神眼鏡之力變身後的模樣。
武器：闇之鐮暗黑巨鐮（闇之鐮黑暗境墓）
必殺技：來自眼鏡的無限渾沌、暗黑滅世砲

### 雙馬尾關係者
朵艾兒（聲：內田真禮）
本作的女主角之一。年齡、生日不詳。身高161厘米，體重50公斤，B90、W57、H85。
為銀髮巨乳。平時穿著代表性的特製白衣。
對總二一見鍾情並積極展開追求，但每次都會遭到愛香的無情攻擊。特別喜愛幼女，非常容易緊張的癡女。
由於自己的世界遭到艾帝美基爾侵略，因此開發以屬性力為武器的空想裝甲並交給總二，希望總二能拯救地球。
其後獲得未春同意下在總二家地底下建立指揮基地。
曾也擁有強大的雙馬尾屬性，在自己世界遭侵略時從艾帝美基爾竊來的技術製成第一具空想裝甲（藍馬尾的空想裝甲）成功抵抗，但因發現此舉只是轉為讓世界被雙馬尾屬性統治與艾帝美基爾的目的相同而失去戰意失敗，並將自己的雙馬尾屬性全製成第二具空想裝甲（紅馬尾的空想裝甲）希望可改變結果，代價卻是因此自己喪失雙馬尾屬性（連帶依絲娜所收藏、關於朵艾兒變身成藍馬尾戰士時的相片同樣失去了雙馬尾）。
在第2卷編入陽月學園，自稱「觀束朵艾兒」，並將總二成立的雙馬尾社社辦改造成簡易基地。在其他人面前以「假面雙馬尾」行動。
巨神·海王星·MKII（聲：田村由香里）
身高199厘米，體重481公斤。性別為女性，依絲娜的機械人好友。
為依絲娜利用神眼鏡之力將朵艾兒的技術複製下來後所製造的支援機械人。
除了是艾帝美基爾唯一的良心之外，同時也扮演依絲娜的保母兼阻止她失控的角色。
事實上MKII就已經是一號機。基本型態為人型，可以變形成戰機跟機車。
在地球充當「善沙闇子」的吉祥物。
屬性：眼鏡屬性

### 主要角色關係者
觀束未春（聲：五十嵐裕美）
總二的母親，36歲。生日10月2日，身高161厘米，體重49公斤。
經營咖啡廳「青春時代」（店鋪名稱之意請參見名詞解釋），但常因心情因素關店。
因在自作特攝片「惡之女幹部」綁縛Cosplay造型，而被朵艾兒稱為「未春將軍」。
與丈夫兩人皆是重度中二病，自身不但是中二病還沒好就長大之人，而且死別的丈夫也是沒治好中二病的末期患者。
口頭禪為「終於到了這天了啊……」，而直到在總二的面前仍然如此。
據其所言，其成為保護世界的英雄的夢想已經順著臍帶託付給總二。
知道總二等人以雙馬尾戰士之姿活躍，亦比雙馬尾關係者以外的任何人都熟悉朵艾兒的指揮基地的內部構造。
此外，她的意見往往成為雙馬尾戰士們成長的關鍵。
櫻川尊（聲：M・A・O）
28歲，生日9月15日，身高162厘米，體重51公斤，B84、W56、H82。
慧理那的專屬女僕與護衛。精通格鬥技，除了女僕外也同時擔任慧理那的保鑣長。為了能隨時保護慧理那，進入陽月學園擔任體育老師（動畫版改為總二和愛香的副班主任）。
從幼年時代就開始在神堂家工作，頭上那對雙馬尾就是對神堂家忠義的證明。
由於職場裡幾乎都是女性，和男性接觸機會不多的緣故，才會導致她一個不小心錯過婚期，導致對於結婚這件事十分著急，因此只要遇到男性就會給予對方結婚申請書，即便是學生也不例外，最近似乎開始將目標放到總二身上了。
與總二的母親未春一樣知道雙馬尾戰士的真正身份，並且會給予協助。
神堂慧夢（聲：井上喜久子）
慧理那的母親，私立陽月學園理事長。
35歲，生日7月6日，身高159厘米，體重50公斤。
「生涯雙馬尾」是她的座右銘。
乍一看，看起來很瀟灑風度。但其實，年輕時基於對父母的反抗心擅自轉進陽月學園，而當時遇見的「某個人」正是她開啟心中被虐開關的最大契機。為了讓女兒慧理那也能擁有和自己相同的美好回憶，所以才會把她也送進陽月學園就讀。
遵從神堂家家規於十八歲結婚，不過由於丈夫也是個被虐狂，所以只好交互扮演虐待方以維持圓滿的夫婦生活。
津邊戀香
愛香的姐姐。私立陽月學園大學部2年級生。
19歲。生日4月1日，身高159厘米，體重49公斤，三圍B88、W57、H84。
溫柔的性格加上出眾的身材，把愛香的缺陷全部彌補後的最上級存在。擁有一頭美麗的黑色長髮，但因為顧及妹妹的心情，並沒有綁成雙馬尾。
雙親都前往海外出差，目前和愛香一起生活。「青春時代」的常客。
蘿艾露
王家公主的雙胞胎的姐姐。綁着左側馬尾頭髮。
莉露娜
雙胞胎的妹妹。綁着右側馬尾頭髮。
蘿蘿莉
身高137cm，體重31公斤，三圍B64、W50、H69。
蘿艾露與莉露娜合體變身後使用的名字。

### 邪惡組織・艾帝美基爾

#### 四頂軍

##### 美之四心
美之四心是首領直轄部隊，部隊由昆蟲組成。
罪惡甲蟲
第5卷登場。美之四心的隊長，有著出色的繪畫技巧。
罪惡蛛魔（聲：速水獎）
第4卷登場。美之四心的副官。
有著半人半蜘蛛的姿態，使用武器為名刀「偽娘棒」。
屬性：偽娘屬性
罪惡蜘蛛（聲：速水獎）
罪惡蛛魔的分身，但戰鬥力不如本體。
罪惡魔蝶（聲：三木真一郎）
第3卷登場。艾帝美基爾四頂軍的一角「美之四心」其中一員。
屬性：唇屬性
罪惡蝗蟲
第4卷登場。美之四心的參謀。
屬性：不明
罪惡蝸牛（聲：神奈延年）
第4卷登場。背負的殼有著高強防禦力。
與黃馬尾戰鬥時看到她的脫衣狀態後決定要公平決勝負，因此也脫掉自己的殼，在失去防禦力後被電神審判砲轟成灰燼（動畫版沒有脫掉自己的殼，但仍然被電神審判砲擊破）。
屬性：性轉換屬性
罪惡螳螂
第4卷登場。與罪惡蝗蟲負責輔佐罪惡魔雀。

##### 貴之三葉
貴之三葉是首領直轄部隊，部隊由植物組成。
罪惡世界樹
第5卷登場。因為幫助艾帝美基爾的女性成員組成貴之三葉，所以相當受到她們尊敬。
屬性：教師屬性
罪惡櫻花
第5卷登場。與總二等人相遇時並未顯露敵意，但最後還是被蘿蘿莉擊倒。
屬性：唾液屬性
罪惡大王花
第5卷登場。
屬性：氣味屬性
罪惡曼陀羅
第5卷登場。擁有被虐狂氣質，即使不斷被黃馬尾戰士攻擊也毫不畏懼。
屬性：被虐屬性
罪惡仙人掌
第5卷登場。在與紅馬尾戰士們交戰時，被突然闖入戰場的罪惡火鳳凰擊敗。
屬性：陰狠屬性

##### 死之二菱
死之二菱是首領直轄部隊，部隊由恐龍組成。
罪惡翼龍
第6卷登場，由於本身的屬性的關係，相當渴望母愛，因此出現時都是在藉由作亂來解決母子間的家庭糾紛，然後快速揚長而去，而且相當渴望有個擔當母親角色的人能把它藏在房間裡的小黃書找出來，最後被初次變身成「無限型態」的黑馬尾擊倒。
屬性：戀母屬性

##### 神之一劍
神之一劍是首領直轄部隊，部隊由幻想生物組成。
罪惡美人魚

#### 幹部
罪惡地獄犬（聲：山本兼平）
第3卷登場。擁有三個頭的艾帝美基爾幹部。身高289厘米、體重345公斤。
因為本身擁有的麻花辮屬性與艾帝美基爾堅持奪取雙馬尾的理念相違而選擇隱居，後來被身為黑暗支配者的依絲娜勸說，決定助艾帝美基爾一臂之力。有著人妖的氣質。
屬性：麻花辮屬性
罪惡海龍（聲：大川透）
第2卷登場。身高276厘米，體重307公斤。
實力強大到足以代表艾帝美基爾，因爲自己的屬性而經常與罪惡水母發生衝突。
最後被藍馬尾戰士錯殺。
屬性：巨乳屬性
罪惡水母（聲：小杉十郎太）
第2卷登場。身高292厘米，體重285公斤。
實力同樣強大到足以代表艾帝美基爾，也因爲自己的屬性而經常和罪惡海龍發生衝突。
最後被特訓後的黃馬尾戰士用絕招擊敗。
屬性：貧乳屬性
罪惡魔虎（聲：松田健一郎）
第1、2卷登場。
被譽為學校泳裝屬性之雄，第一個前來支援的援軍部隊隊長。
因紅馬尾身上的戰鬥服讓他聯想到學校泳裝而拜服，並嘲諷藍馬尾身上那沒多少布料的泳裝簡直就跟廁所裏的衛生紙沒兩樣，最後敗於暴怒的藍馬尾。
屬性：學校泳裝屬性
罪惡魔雀（聲：長島雄一）
第2卷登場。
經常擔任罪惡水母和罪惡魔龍之間的調解工作。長年擔任罪惡魔龍的左右手，甚至可以算得上部隊一大參謀。
罪惡魔龍（聲：稻田徹）
第1卷登場，智勇兼備的艾帝美基爾幹部。身高282厘米，體重322公斤。
曾經通過「五大究極試練」的「透明亞馬遜」。
屬性：雙馬尾屬性
罪惡神龍

#### 成員
罪惡魔蜥（聲：玄田哲章）
第1卷登場，紅馬尾戰士的初戰對手，為了探索究極的雙馬尾屬性而來到人間。
屬性：人偶屬性
罪惡魔龜（聲：黑田崇矢）
第1卷登場，因為襲擊鄰鎮使用運動短褲的高中，結果還沒執行應有的任務就被紅馬尾戰士一劍秒殺。
屬性：體操服屬性（燈籠褲）
罪惡野狐（聲：關俊彥）
第1卷登場，擁有狐狸外表，並有著如同聲優般的聲音。
針對紅馬尾戰士的弱點進行妄想作戰，而讓紅馬尾戰士陷入苦戰，最後被變身成藍馬尾戰士的愛香擊敗。
屬性：髪帶屬性（絲帶）／人偶屬性
罪惡天鵝（聲：檜山修之）
有著「護士服神童」的外號。罪惡魔龍戰死後為了繼承他的遺志，不斷修練使自己變強。
屬性：護士服屬性
罪惡野兔
第1卷登場。在罪惡魔龍向雙馬尾戰隊挑戰之前率先出戰，被瞬間解決。
屬性：兔耳屬性
罪惡魔蟹（聲：島崎信長）
第2卷登場。有著能夠瞬間繞到對方背後的能力，最後被紅馬尾戰士利用此一特性擊敗。
屬性：後頸屬性
罪惡野牛（聲：竹內良太）
第2卷登場。被想要追求巨乳的藍馬尾戰士瞬間解決。
屬性：巨乳屬性
罪惡魔狼
第2卷登場，有著想成為幹部的野心，輕視雙馬尾屬性。
屬性：內褲屬性
罪惡公牛
第2卷登場。跟罪惡野牛不同的地方除了頭上沒有角之外，身上披風的造型和罪惡水母相同，前襟還掛著一顆十分精緻的鈴鐺。
屬性：貧乳屬性
罪惡貓頭鷹（聲：岩田光央）
第3卷登場。對於文學屬性的漸漸消失感到憂心。
屬性：文學屬性
罪惡魔鱷（聲：竹本英史）
第3卷登場。在名義上是作戰會議，實為紅馬尾戰士鑒賞會的會議中擔任會議主持人。
屬性：耳垂屬性
罪惡魔熊
第3卷登場。在依絲娜召開的戰士會議中被她逼著玩成人遊戲。
罪惡魔蚤（聲：楠大典）
第4卷登場。全身包覆著甲殼。
因為屬性的關係，在被藍馬尾踩踏時會感到興奮。
屬性：腿屬性
罪惡蚯蚓（聲：金井美香）
第4卷登場。個性膽小，聲音聽來很像小男孩。認為藍馬尾的身份是偽娘。
屬性：偽娘屬性
罪惡腔棘魚
第4卷登場。艾帝美基爾的老戰士，原本是為了支援罪惡海龍而出動。
屬性：六塊肌屬性
罪惡刺猬（聲：佐佐健太）
動畫第7話登場。能將身體捲成球刺飛擊。因反對身為人類的依絲娜接替領導，遭依絲娜打敗。
屬性：

#### 反叛者
罪惡天馬
罪惡火鳳凰的摯友。被謳歌為艾帝美基爾史上最強頭腦的天才，同時也是科學技術長。
屬性：單馬尾屬性
罪惡火鳳凰
第5卷出場，擁有不死身特性，過去被譽為艾帝美基爾最強的戰士。人類型態叫做結翼唯乃。
屬性：單馬尾屬性
結翼唯乃／單馬尾TYPE-P
B84、W57、H81。第7卷正式背叛艾帝美基爾，既不幫雙馬尾也不幫組織，並告訴總二不要叫她罪惡火鳳凰，叫她人類型態的名字結翼唯乃。
第九卷為確認總二是否被雙馬尾屬性侵蝕跟總二發生戰鬥
武器：鳳凰斬擊者衝擊型
必殺技：爆炎終結者

### 其他登場角色
樽井小鳥（聲：山口立花子）
總二和愛香的班主任。
草莓雙馬尾（聲：釘宮理惠）
動畫原創角色。
為總二的前輩，本名不詳。
艾帝美基爾的怪人首度來襲時，被罪惡魔蜥奪去了雙馬尾的屬性力。
其後罪惡魔蜥被紅馬尾擊敗以後，因恢復了雙馬尾的屬性力而令髮型變回雙馬尾。

## 名詞解釋
咖啡廳「青春時代」（Adolescenza）
陽月學園（Yōgetsu Private Academy）
屬性力（Attribute Power）

### 空想裝甲關連用語
空想裝甲（Tail Gear）
以雙馬尾屬性為核心，通過與著裝者屬性力共鳴生成，是用於對抗屬性怪人的強化武裝。不僅包括地面的戰鬥，在深海或是宇宙空間也能發揮同等效力。
光子環
強化視覺、聽覺的中樞，憑此，著裝者能夠直接目視和聽取兩萬米外發生的事情。
原力髮飾
與著裝者的屬性力強弱相呼應，能夠生成武裝的髮飾型裝置。
光子纖維
作為空想裝甲的構成素材而覆蓋全身的極軟性金屬。
精神力護手
能夠將著裝者的握力增強數百倍，其爪力超過100噸。
精神力護腿
能夠將著裝者的腳力強化數百倍，其腳力超過150噸。
馬尾之恩賜
用於穩定空想裝甲變身後出力平衡的裝置。與基地的主電腦相連，無間斷地傳送空想裝甲的運行狀況。
屬性玉變換結構
安裝在左腕部件上，能夠發揮屬性玉力量的特殊裝置。變換後的屬性玉的力量能夠實體化，填充到空想裝甲的各個部份。
艾克塞利翁增幅器
裝飾在腰間，能夠收集或解放屬性力的增幅裝置。與實體化的武裝聯動，供給能量。在完全解放後力量被提高到極限時，能夠防止逆流，以免著裝者受到力量反動的傷害。
艾克塞利翁短褲
長期戰鬥的功能。能快速將體液吸收和分解為份子，然後擴散到大氣中。
光子緩衝膜
包裹空想裝甲的精神能量防護膜。能夠在相當於90噸的物理衝擊到達空想裝甲前將其擴散緩衝。並且在宇宙空間的戰鬥中，起到完全阻斷放射線的作用。
屬性玉
紅馬尾
高雙馬尾強攻型態
是為了強化攻擊力而生的強化型態，攻擊力比基本型態高出數倍以上；但由於這個型態會將原本用在維持裝甲與光子防衛立場的力量挪用一部份到攻擊上，所以會導致防禦力激減，讓身體暴露在比平時更危險的環境中，是一把雙面劍。
武器：爆炎雙劍、爆炎雙小劍、強裝髮飾
必殺技：爆炎天衝劍（與低雙馬尾型態的複合技）
低雙馬尾超速型態
高速戰鬥專用型態，能夠用迅雷不及掩耳的速度剷除大量敵人。只不過這個型態同時也有許多弱點，例如給身體帶來劇烈負擔、以及一停下來雙馬尾就會拖到地面上等等。除此之外，高雙馬尾、低雙馬尾兩種強化型態要是維持超過二十二秒的話，就會導致空想裝甲因為負荷過度而失控。風險雖高，不過其壓倒性的速度在一對多的時候十分有利。
武器：爆炎雙劍、爆炎軍刀、強裝髮飾
必殺技：爆炎天衝劍（與高雙馬尾型態的複合技）
究極雙馬尾型態
觀束總二的雙馬尾屬性得到完全解放，到達了真正的究極雙馬尾之後的姿態。在右腕寄宿了朵艾爾的屬性力的手環基礎上，又在左腕追加了由能夠自由操縱的自身的屬性力所化成的雙馬尾手環，將禁忌的同屬性共鳴完美的發動了。通過兩支空想手環，由能夠無限補充的輔助用雙馬尾屬性來驅動，那種力量超越了一切。進化為了全次元最強的戰士。將被稱為災厄之力的究極雙馬尾那無窮無盡的力量，轉換為了究極粒子雙馬尾粒子包裹於全身，將暴走完全的控制住了。相對的，由於是將自身的屬性力可逆變化為手環，是極其高風險的最強變身。
武器：空想聖衣、空想聖劍
必殺技：最終爆炎斬
元素雙馬尾型態
通過意外的方法發動百合屬性的屬性玉而產生的進化裝備，元素發卡的力量，紅馬尾實現未知的進化後的身姿。能夠直接發動現存的所有屬性異型的全部武器、能力。不過因為需要同時連接所有屬性異型的精神，如果是總二以外的人發動的話必定會在瞬間精神崩潰的危險力量。是憑藉和屬性異型們有深厚羈絆的總二的力量，再加上本已消失的屬性異型們將意志託付給他才得以實現的，堪稱奇蹟的形態。象徵著宿敵的亂刃大劍的爆炎聖劍破壞者是其最大的武器。
武器：爆炎聖劍破壞者、元素利刃
必殺技：龍神爆炎劍
藍馬尾
永結型態
小藍的空想裝甲完全解放後的姿態。裝備者幾度變遷後，由速度型強硬的變換成了攻擊型，愛香讓作為舊型裡給裝備者負擔最大的小藍的裝甲，就這樣以攻擊特化型實現了限界突破。跟屬性力的相性極佳，能夠瞬間發動已獲得的全部屬性玉的能力。在此之上，還具備直接獲得對戰對手能力的規格外王牌技能。反之，裝甲本體的力量並沒有大幅上漲。這個形態體現的是不管面對怎樣的敵人都能與之對等的戰鬥——為了守護總二而決定戰鬥至永遠的覺悟。
武器：蒼波戰戟．超越者
必殺技：奔流蒼波槍
黃馬尾
絕對型態
打破迷茫外殼後的慧理那催生出了絕對服從項圈，將黃馬尾的空想裝甲整個進行完全解放之後的姿態。全身的武裝破壞力大幅增強，與之相對的有了精神力會限制裝彈數的限制。過激的能量消費能夠通過主人小紅進行能量補給，象徵著與總二之間緊密的聯繫。這是希望脫衣狀態的自己也能得到強化，由此引發而來的進化姿態，乃希望之象徵。就算小紅拒絕，引導繩也會強硬的讓小紅握。開始走上積極的抖M之路。
武器：電神熱線槍.要塞
必殺技：宇宙審判炮
黑馬尾
無限型態
黑馬尾戰士跟巨神•海王星號Mk.II進行眼鏡合體無限後的姿態。朵艾兒在修改頑強裝甲時，曾活用之前累積的屬性力合成技術，知道同時發動相同屬性很危險，為了減輕負擔，她以合體為基礎打造一套強化系統。雖多了強化系統，發動風險還是沒有降低，能合體成功是因為兩人的羈絆夠強。徹底活用神眼鏡的特性，跟海王星號思想同步後衍生出能預知未來的洞察力，機動力、攻防面亦出現全面性的卓越進化，是黑馬尾戰士的最強型態。
武器：暗黑巨鐮 . 無限、無限衝擊、無限粉碎……等全身武裝
必殺技：無限聖劫、無限滅世炮

### 朵艾兒發明
朵艾兒電話
雙馬尾戰隊聯絡工具，形狀像一個智能手機。
反愛香系統（AAS）
超合體巨大炮（Fusionic Buster）
人工衛星「幼女」

### 艾帝美基爾關連用語
五大究極試練
透明亞馬遜
一年內網購買下來的東西全都用透明箱子送貨的惡魔苦行。
首領直轄部隊
美之四心
部隊由昆虫組成。
貴之三葉
部隊由植物組成。
死之二菱
部隊由恐龙組成。

## 出版書籍

### 輕小說
| 集數 | 小學館         | 小學館                                                      | 尖端出版       | 尖端出版               | 附加資料 |
| 集數 | 發售日期       | ISBN                                                        | 發售日期       | ISBN                   | 附加資料 |
| 本篇 | 本篇           | 本篇                                                        | 本篇           | 本篇                   | 本篇 |
| ---- | -------------- | ----------------------------------------------------------- | -------------- | ---------------------- | --- |
| 1    | 2012年6月19日  | ISBN 978-4-09-451346-2                                      | 2013年12月12日 | ISBN 978-957-10-5384-4 | 人物指南： 001（觀束總二）、002（津邊愛香）、003（朵艾兒）、004（觀束未春） 005（神堂慧理那）、006（罪惡魔龍） 書後有紅馬尾和藍馬尾的01、02「空想裝甲設定資料」                             |
| 2    | 2012年11月20日 | ISBN 978-4-09-451375-2                                      | 2014年1月28日  | ISBN 978-957-10-5409-4 | 人物指南： 007（櫻川尊）、008（罪惡海龍）、009（罪惡水母） 書後有黃馬尾的03「空想裝甲設定資料」                                                                                             |
| 3    | 2013年3月19日  | ISBN 978-4-09-451398-1                                      | 2014年5月2日   | ISBN 978-957-10-5565-7 | 人物指南： 010（依絲娜）、011（善沙闇子）、012（罪惡地獄犬）、013（神堂慧夢） 書後有暗黑支配者的01「頑強裝甲設定資料」                                                                      |
| 4    | 2013年7月18日  | ISBN 978-4-09-451424-7                                      | 2014年12月11日 | ISBN 978-957-10-5782-8 | 人物指南： 014（巨神·海王星·MKII）、015（索菈）、016（罪惡蛛魔） 書後有紅馬尾的04、05「空想裝甲設定資料」                                                                                   |
| 5    | 2013年12月18日 | ISBN 978-4-09-451454-4                                      | 2015年5月14日  | ISBN 978-957-10-5992-1 | 人物指南： 017（津邊戀香）、018（蘿艾露）、019（莉露娜）、020（蘿蘿莉） 021（罪惡火鳳凰）、022（罪惡世界樹） 書後有紅馬尾的06「空想裝甲設定資料」與巨神·海王星·MKII的02「頑強裝甲設定資料」 |
| 6    | 2014年6月18日  | ISBN 978-4-09-451491-9                                      | 2015年10月7日  | ISBN 978-957-10-6155-9 | 人物指南： 023（罪惡火鳳凰人類型態）、024（戰鬥員）、025（眼鏡鯊）、026（罪惡翼龍） |
| 7    | 2014年9月18日  | ISBN 978-4-09-451508-4                                      | 2016年3月18日  | ISBN 978-957-10-6475-8 | |
| 8    | 2014年12月18日 | ISBN 978-4-09-451524-4 ISBN 978-4-09-451528-2（限定特裝版） |                |                        | |
| 9    | 2015年4月18日  | ISBN 978-4-09-451543-5                                      |                |                        | |
| 10   | 2015年10月25日 | ISBN 978-4-09-451576-3                                      |                |                        | |
| 11   | 2016年3月23日  | ISBN 978-4-09-451599-2                                      |                |                        | |
| 12   | 2016年10月18日 | ISBN 978-4-09-451635-7                                      |                |                        | |
| 13   | 2017年8月18日  | ISBN 978-4-09-451692-0                                      |                |                        | |
| 14   | 2017年12月19日 | ISBN 978-4-09-451711-8                                      |                |                        | |
| 15   | 2018年4月18日  | ISBN 978-4-09-451729-3                                      |                |                        | |
| 16   | 2018年10月18日 | ISBN 978-4-09-451754-5                                      |                |                        | |
| 17   | 2019年3月19日  | ISBN 978-4-09-451776-7                                      |                |                        | |
| 18   | 2019年9月18日  | ISBN 978-4-09-451809-2                                      |                |                        | |
| 19   | 2020年2月18日  | ISBN 978-4-09-451829-0                                      |                |                        | |
| 20   | 2020年12月18日 | ISBN 978-4-09-451876-4                                      |                |                        | |
| 21   | 2022年11月18日 | ISBN 978-4-09-453095-7                                      |                |                        | |
| 外傳 |                |                                                             |                |                        | |
| 4.5  | 2017年3月22日  | ISBN 978-4-09-451662-3                                      |                |                        | |

### 漫畫
| 冊數 | 史克威爾艾尼克斯 | 史克威爾艾尼克斯       |
| 冊數 | 初版發售日期     | ISBN                   |
| ---- | ---------------- | ---------------------- |
| 1    | 2014年12月18日   | ISBN 978-4-7575-4495-6 |
| 2    | 2015年8月25日    | ISBN 978-4-7575-4726-1 |

### 畫集
- 波麗佳音出版。
  - 《「我，要成為雙馬尾」電視動畫公式資料設定專集》，ISBN 978-4-8652-9130-8，2015年3月1日出版。

## 電視動畫

電視動畫視覺圖

### 製作人員
- 原作：水澤夢（小學館「GAGAGA文庫」刊）
- 角色原案：春日步
- 監督：神戶洋行
- 助監督：喜多幡徹
- 系列構成：荒川稔久
- 角色設計：森田和明
- 動作監督、屬性異形設定：山根理宏
- 衣裝設計：沖田宮奈
- 音響監督：榎本崇宏
- 音樂：高梨康治（Team-MAX）
- 製片人：田中豪、伊藤裕史、岡本順哉、有馬茂晃、青木零一、吉川敦史
- 動畫製作人：黃樹貳悠
- 製作監製：大崎正美
- 動畫製作：Production IMS
- 製作：製作委員會要成為雙馬尾、TBS

### 主題曲
片頭曲「給我！大革命（ギミー！レボリューション）」
作詞：，作曲：田淵智也（UNISON SQUARE GARDEN），編曲：，歌：內田真禮
片尾曲「雙馬尾・夢想家！（ツインテール・ドリーマー！）」
作詞、作曲、編曲：papiyon
歌：雙馬尾戰隊〔紅馬尾（上坂菫）、藍馬尾（相坂優歌）、 黃馬尾（赤崎千夏）〕
插曲
「戀愛眼鏡（恋のメガネ）」（第8話、第9話、第11話）
作詞、作曲、編曲：，歌：善沙闇子（日笠陽子）
「馬尾變身！雙馬尾傳說（テイルオン！ツインテイルズ）」（第9話、第12話）
作詞：荒川稔久，作曲：渡邊宙明，編曲：高梨康治
歌：雙馬尾戰隊［紅馬尾（上坂菫）、藍馬尾（相坂優歌）、黃馬尾（赤崎千夏）］

### 各話列表
| 話數   | 標題                   | 劇本     | 分鏡     | 演出               | 作畫監督                                                                       |
| ------ | ---------------------- | -------- | -------- | ------------------ | ------------------------------------------------------------------------------ |
| 第1話  | 地球是雙馬尾之星       | 荒川稔久 | 神戶洋行 | 喜多幡徹           | 森前和也、瀧川和男、中島美子、今井雅美、青野厚司                               |
| 第2話  | 雙馬尾之謎！？         | 荒川稔久 | 平野俊貴 | 石屋義政           | 松本文男                                                                       |
| 第3話  | 藍色怒濤！藍馬尾       | 荒川稔久 | 吉田英俊 | 松本正幸           | 飯飼一幸、Hwang Sung Won                                                       |
| 第4話  | 激烈雙馬尾戰鬥！       | 荒川稔久 | 平野俊貴 | 阿部雅司           | 山根理宏、青野厚司、瀧川和男                                                   |
| 第5話  | 第三名戰士！           | 和智正喜 | 石屋義畝 | 石屋義畝           | 松本文男                                                                       |
| 第6話  | 完全解放！黃馬尾       | 和智正喜 | 吉田英俊 | 渡部周             | 油井徹太郎、安田周平、谷拓也                                                   |
| 第7話  | 熱烈參見！黑暗眼鏡女子 | 荒川稔久 | 沖田宮奈 | 松本正幸           | Wang Sung Won                                                                  |
| 第8話  | 慧理那，初次的…        | 和智正喜 | 真心一人 | 南川達馬、喜多幡徹 | 渡邊浩二、瀧川和男、松岡秀明                                                   |
| 第9話  | 打破吧！黑暗幻夢       | 荒川稔久 | 沖田宮奈 | 橋口洋介           | Whang Soung Won                                                                |
| 第10話 | 為什麼！？我，狀況極差 | 和智正喜 | 吉田英俊 | 阿部雅司           | 輿石曉、青木真理子、武藤和浩、雨宮英雄、李周鉉                                 |
| 第11話 | 紅戰士窮途末路         | 和智正喜 | 石屋義政 | 石屋義政           | 松本文男                                                                       |
| 第12話 | 雙馬尾永遠存在         | 荒川稔久 | 真心一人 | 喜多幡徹、神戶洋行 | 渡邊浩二、瀧川和男、松岡秀明、森田和明、西尾公伯、北村淳一、古川博之、馬場龍一 |

### 播放電視台
日本深夜動畫：下文記載的日本国内播放時間使用日本標準時間（UTC+9）表示。因為部分時間标识會採用30小时制，因此請留意这类超过24:00的时间，其實際播放時間為翌日清晨。
| 播放地區   | 播放電視台   | 播放日期                 | 播放時間（UTC+9）         | 所屬聯播網          | 備註 |
| ---------- | ------------ | ------------------------ | ------------------------- | ------------------- | ---- |
| 關東廣域圈 | TBS電視台    | 2014年10月9日－12月25日  | 星期四 25時46分－26時16分 | 日本新聞網          |      |
| 中京廣域圈 | CBC電視台    | 2014年10月9日－12月25日  | 星期四 26時51分－27時21分 | 日本新聞網          |      |
| 日本全國   | BS-TBS       | 2014年10月11日－12月27日 | 星期六 25時00分－25時30分 | 日本新聞網 衛星電視 |      |
| 兵庫縣     | SUN電視台    | 2014年10月12日－12月28日 | 星期日 25時30分－26時00分 | 獨立UHF局           |      |
| 日本全國   | 萬代頻道     | 2014年10月14日－12月30日 | 星期二 12時00分 更新      | 網絡電視            |      |
| 日本全國   | NICONICO直播 | 2014年10月15日－12月31日 | 星期三 23時30分－24時00分 | 網絡電視            |      |
| 日本全國   | NICONICO頻道 | 2014年10月15日－12月31日 | 星期三 24時00分 更新      | 網絡電視            |      |

| TBS電視台 星期四 25:46－26:16 節目 | TBS電視台 星期四 25:46－26:16 節目           | TBS電視台 星期四 25:46－26:16 節目 |
| ---------------------------------- | -------------------------------------------- | ---------------------------------- |
|                                    | 我，要成為雙馬尾 （2014年10月9日－12月25日） |                                    |
| RAIL WARS!                         | 幸腹塗鴉                                     |                                    |

### 藍光／DVD
藍光及DVD於2014年12月26日開始發售，並會對畫面進行修正。
| 卷 | 發售日         | 收錄話         | 規格編號   | 規格編號   | 聲音解說                       |
| 卷 | 發售日         | 收錄話         | 藍光       | DVD        | 聲音解說                       |
| -- | -------------- | -------------- | ---------- | ---------- | ------------------------------ |
| 1  | 2014年12月26日 | 第1話－第2話   | PCXG-50491 | PCBG-54721 | 島﨑信長、相坂優歌、内田真禮   |
| 2  | 2015年1月30日  | 第3話－第4話   | PCXE-50492 | PCBE-54722 | 相坂優歌、內田真禮、稻田徹     |
| 3  | 2015年2月27日  | 第5話－第6話   | PCXE-50493 | PCBE-54723 | 赤崎千夏、M・A・O、水澤夢      |
| 4  | 2015年3月20日  | 第7話－第8話   | PCXE-50494 | PCBE-54724 | 赤崎千夏、日笠陽子、五十嵐裕美 |
| 5  | 2015年4月24日  | 第9話－第10話  | PCXE-50495 | PCBE-54725 | 島崎信長、相坂優歌、内田真禮   |
| 6  | 2015年5月22日  | 第11話－第12話 | PCXE-50496 | PCBE-54726 | 島崎信長、相坂優歌、上坂堇     |

## 外部連結
- 官網連結
  - 我，要成為雙馬尾（小學館特設官方網站） （日語）
  - 我，要成為雙馬尾π | 大衝擊 | SQUARE ENIX （页面存档备份，存于）（日語）
  - 我，要成為雙馬尾 官網 | TBS電視台 （页面存档备份，存于）（日語）
  - 我，要成為雙馬尾 官方Twitter的X（前Twitter）（日語）
- 動畫直播連結
  - 我，要成為雙馬尾 網路直播專題 | 萬代b-ch頻道 （页面存档备份，存于）（日語）
  - 我，要成為雙馬尾 網路直播專題 | GYAO!（日語）
  - 我，要成為雙馬尾 網路直播專題 | NICONICO （页面存档备份，存于）（日語）
  - 我，要成為雙馬尾 中文獨播專區 | 愛奇藝 （页面存档备份，存于）（简体中文）
  - 我，要成為雙馬尾 中文獨播專區 | bilibili[永久]（简体中文）